# Список депутатов Верховного меджлиса Нахичеванской Автономной Республики VI созыва
В статье представлен список депутатов Верховного меджлиса Нахичеванской Автономной Республики VI созыва.

## Общие сведения
Выборы в Верховный меджлис Нахичеванской Автономной Республики VI созыва прошли 9 февраля 2020 года. Избрано 45 депутатов.

## Депутаты
| №  | ФИО                              | Округ                  |
| -- | -------------------------------- | ---------------------- |
| 1  | Ариф Микаил оглы Гасымов         | 1 избирательный округ  |
| 2  | Вусаля Абазар гызы Алиева        | 2 избирательный округ  |
| 3  | Нусрет Фирудин оглы Гасанов      | 3 избирательный округ  |
| 4  | Исмаил Джаваншир оглы Гарибли    | 4 избирательный округ  |
| 5  | Амир Бахшали оглы Бабаев         | 5 избирательный округ  |
| 6  | Иса Буньяд оглы Исаев            | 6 избирательный округ  |
| 7  | Васиф Талыбов                    | 7 избирательный округ  |
| 8  | Муса Мамед оглы Велиев           | 8 избирательный округ  |
| 9  | Тельман Али оглы Мохбалиев       | 9 избирательный округ  |
| 10 | Азер Зейналов                    | 10 избирательный округ |
| 11 | Еганя Гурбан гызы Мамедова       | 11 избирательный округ |
| 12 | Гюнель Фахраддин гызы Велиева    | 12 избирательный округ |
| 13 | Туран Вагиф гызы Гасанова        | 13 избирательный округ |
| 14 | Асим Йедийар оглы Алиев          | 14 избирательный округ |
| 15 | Севда Рустам гызы Гулиева        | 15 избирательный округ |
| 16 | Анар Ибрагимов                   | 16 избирательный округ |
| 17 | Эхтимад Джафар оглы Мамедов      | 17 избирательный округ |
| 18 | Гусейн Асрафил оглы Нифталиев    | 18 избирательный округ |
| 19 | Иса Мустафа оглы Мамедов         | 19 избирательный округ |
| 20 | Хабиба Рашад гызы Аллахвердиева  | 20 избирательный округ |
| 21 | Эсмира Гасан гызы Гасанова       | 21 избирательный округ |
| 22 | Туран Баймамед гызыМамедли       | 22 избирательный округ |
| 23 | Гаджифахраддин Яхъя оглы Сафарли | 23 избирательный округ |
| 24 | Вюгар Закир оглы Аббасов         | 24 избирательный округ |
| 25 | Сеймур Васиф оглы Талыбов        | 25 избирательный округ |
| 26 | Эльман Юсиф оглы Джафарли        | 26 избирательный округ |
| 27 | Язгюль Гасанли гызы Рзаева       | 27 избирательный округ |
| 28 | Аида Мухаммед гызы Джалилзаде    | 28 избирательный округ |
| 29 | Аида Магеррам гызы Аллахвердиева | 29 избирательный округ |
| 30 | Эмин Давуд оглы Гаджиев          | 30 избирательный округ |
| 31 | Назим Мамед оглы Мамедов         | 31 избирательный округ |
| 32 | Назим Балабейли                  | 32 избирательный округ |
| 33 | Бехруз Нуреддин оглы Азимов      | 33 избирательный округ |
| 34 | Ризван Тамо оглы Мамедов         | 34 избирательный округ |
| 35 | Джаби Азиз оглы Исмаилов         | 35 избирательный округ |
| 36 | Гусейн Гадирулла оглы Багирсойлы | 36 избирательный округ |
| 37 | Гадир Аббас оглы Ибрагимов       | 37 избирательный округ |
| 38 | Фарадж Рза оглы Фараджев         | 38 избирательный округ |
| 39 | Забур Давид оглы Багиров         | 39 избирательный округ |
| 40 | Гусейн Гашимли                   | 40 избирательный округ |
| 41 | Эхтибар Шахруд оглы Исмаилов     | 41 избирательный округ |
| 42 | Эльдар Ахмед оглы Зейналов       | 42 избирательный округ |
| 43 | Ахад Мамед оглы Джафарли         | 43 избирательный округ |
| 44 | Тофиг Сулейман оглы Бабаев       | 44 избирательный округ |
| 45 | Тельман Асад оглы Ибадов         | 45 избирательный округ |